# Paweł Piskozub
Paweł Piskozub, ps. „Korab”, „Paweł” (ur. 29 czerwca 1896 w Kołomyi, zm. 2 stycznia 1967 w Warszawie) – major piechoty Wojska Polskiego II RP, działacz niepodległościowy, kawaler Orderu Virtuti Militari, podczas II wojny światowej pułkownik dyplomowany WKSB.

## Życiorys
Urodził się 29 czerwca 1896 w Kołomyi jako syn Karola i Marii z domu Budzianowskiej. 
Po zakończeniu I wojny światowej został przyjęty do Wojska Polskiego jako były oficer Armia Hallera w stopniu porucznika. W 1920 podczas wojny polsko-bolszewickiej był oficerem 12 Dywizji Piechoty. Został awansowany na stopień kapitana piechoty ze starszeństwem z dniem 1 czerwca 1919. W latach 1923, 1924 służył w 53 pułku piechoty w Stryju. Został awansowany na stopień majora ze starszeństwem z dniem 1 stycznia 1928. W tym roku był oficerem 59 pułku piechoty z Inowrocławia przydzielonym do Państwowego Urzędu Wychowania Fizycznego i Przysposobienia Wojskowego. W 1930 pełnił stanowisko kierownika Referatu Stowarzyszeń Przysposobienia Wojskowego w Wydziale Społecznym PUWFiPW. We wrześniu 1930 został zwolniony z zajmowanego stanowiska i oddany do dyspozycji dowódcy Okręgu Korpusu Nr I, a z dniem 31 stycznia 1931 przeniesiony w stan spoczynku.
W 1932 ukazała się jego publikacja pt. Legjoniści polscy w armji włoskiej 1917–1918 (z kartek pamiętnika. W 1934 jako oficer stanu spoczynku był przydzielony do Oficerskiej Kadry Okręgowej nr I jako oficer przewidziany do użycia w czasie wojny i pozostawał wówczas w ewidencji Powiatowej Komendy Uzupełnień Warszawa Miasto III. Mieszkał w Warszawie przy ul. Wilczej 26 m. 6.
W lutym 1933 został zatrudniony w Biurze Wojskowym Dyrekcji Poczt i Telegrafów w Warszawie, w charakterze pracownika kontarktowego. Działał w Związku Oficerów Rezerwy RP, gdzie współpracował z Michałem Żymierskim. Był redaktorem naczelnym wydawanego w 1936 i w 1937 miesięcznika „Błękitny Weteran” (ilustrowane czasopismo poświęcone historii i wspomnieniom b. Armii Polskiej we Francji oraz życiu i sprawom organizacyjnym Stowarzyszenia Weteranów b. Armii Polskiej we Francji).
Podczas II wojny światowej w trakcie okupacji niemieckiej był członkiem Komitetów Wolności, Związku Podoficerów Rezerwy, organizacji Miecz i Pług i Wojskowego Korpusu Służby Bezpieczeństwa. W randzie pułkownika dyplomowanego był dowódcą 3 dywizji WKSB i używał wówczas pseudonimów „Korab” oraz „Paweł”.
Po nastaniu Polski Ludowej służył w szeregach ludowego Wojska Polskiego. Od 1945 do 1946 był zastępcą dowódcy 1 Szkolnej Dywizji Piechoty. W latach 50. został aresztowany przez władze komunistyczne i skazany na karę 10 lat pozbawienia wolności, a następnie zrehabilitowany w 1958.
Zmarł 2 stycznia 1967 i został pochowany na cmentarzu Powązkowskim w Warszawie (kwatera 141, rząd 1, miejsce 3).
Był żonaty z Haliną z Waligórskich.

## Ordery i odznaczenia
- Krzyż Srebrny Orderu Virtuti Militari nr 855[1] – 26 marca 1921[27][9][12]
- Krzyż Niepodległości – 25 lipca 1933 „za pracę w dziele odzyskania niepodległości”[28][4][29]
- Krzyż Walecznych (przed 1923)[9][12]
- Złoty Krzyż Zasługi – 10 listopada 1928[30]
- Medal Pamiątkowy za Wojnę 1918–1921[1]
- Medal Dziesięciolecia Odzyskanej Niepodległości[1]
- Odznaka za Rany i Kontuzje z dwiema gwiazdkami[1]
- Odznaka „Za wierną służbę”[1]
- włoski Krzyż Wojenny za Męstwo Wojskowe – przed 1923[9][12]
- włoski Medal pamiątkowy wojny 1915-1918 (wł. Medaglia istituita a ricordo della guerra MCMXV-MCMXVIII)[31]
- międzysojuszniczy Medal Zwycięstwa – przed 1928[12]